# Chegunta
Chegunta es una ciudad censal situada en el distrito de Medak en el estado de Telangana (India). Su población es de 5747 habitantes (2011). 

## Demografía
Según el censo de 2011 la población de Chegunta era de 5747 habitantes, de los cuales 2872 eran hombres y 2875 eran mujeres. Cheguntatiene una tasa media de alfabetización del 75%, superior a la media estatal del 67,02%: la alfabetización masculina es del 86,13%, y la alfabetización femenina del 64,05%.